# Honțoș, Hust
Honțoș (în ucraineană Гонцош) este un sat în comuna Berezovo din raionul Hust, regiunea Transcarpatia, Ucraina.

## Demografie
Componența lingvistică a localității Honțoș
     Ucraineană (100%)
Conform recensământului din 2001, toată populația localității Honțoș era vorbitoare de ucraineană (100%).